# پارک ملی بدیعار
پارک ملی بدیعار (به لاتین: Badiar National Park) یک پارک ملی در گینه است که در گینه واقع شده‌است.